# Shohrat Zakir
Shohrat Zakir, né en août 1953 à Yining, est un homme politique chinois d'origine ouïghoure. Entre décembre 2014 et septembre 2021, il est le gouverneur de la Région autonome ouïghoure du Xinjiang et chef adjoint du parti du Xinjiang. Depuis octobre 2017, il est membre du Comité central du Parti communiste chinois. 

## Carrière
Zakir est issu d'une famille politisée. Son grand-père Kaur Zakir était un intellectuel progressiste à l'époque des seigneurs de la guerre et est exécuté par des hommes du seigneur Sheng Shicai avec Mao Zemin et Chen Tanqiu (en)[réf. nécessaire]. Son père Abdullah Zakrof est l'un des premiers ouïghours à rejoindre l'organisation du parti au Xinjiang, peu de temps après la fondation de la République populaire en 1949. Avant la Révolution culturelle, le père de Zakir est membre du comité régional permanent et vice-président du Xinjiang.
Entre 1970 et 1972, Zakir est impliqué dans le mouvement d'envoi des zhiqing à la campagne dans le Xinjiang rural. Il travaille ensuite comme enseignant dans une école primaire à Ürümqi. Il est transféré à l'école de Diwobao en 1974. En mars 1978, il quitte sa région natale pour le Hubei afin de fréquenter le Jianghan Petroleum College (devenu l'université de Yangtze) situé à Jingzhou pour étudier l'informatique. Il retourne ensuite au Xinjiang pour travailler comme chercheur dans un institut des sciences de la terre. En juin 1984, il rejoint le gouvernement, travaillant pour le comité économique régional. 
Pendant ce temps, il rejoint le Parti communiste chinois. Il occupe ensuite une série de postes à l'appui de la croissance économique et du commerce au sein du gouvernement régional. En mars 2001, il est nommé maire d'Ürümqi. À partir de décembre 2005, il travaille pour le corps de production et de construction du Xinjiang. En 2007, il obtient un Executive MBA de l'université de Tianjin. Lors du Congrès national du peuple de 2008, Zakir est choisi pour devenir membre du Comité national des affaires ethniques du Congrès national du peuple.
En juin 2011, il devient vice-président de la Commission nationale des affaires ethniques.
En janvier 2014, il devient président du congrès du peuple du Xinjiang et en décembre 2014, il est nommé gouverneur du Xinjiang en remplacement de Nur Bekri (en).